# Sisyra minuta
Sisyra minuta är en insektsart som beskrevs av Peter Esben-Petersen 1935. 
Sisyra minuta ingår i släktet Sisyra och familjen svampdjurssländor. Inga underarter finns listade i Catalogue of Life.